# 平中悠一
平中 悠一（ひらなか ゆういち、1965年12月4 - ）は、日本の小説家。パリ大学修士課程修了。東京大学大学院博士課程修了。

## 経歴
17歳のときに執筆した『She's Rain』で、河出書房新社が主催する「文藝賞」を受賞しデビュー。『Olive（オリーブ）』、『25ans （ヴァンサンカン）』など女性向けファッション雑誌にも連載を執筆し、ラジオパーソナリティとしても活動。
2010年からは、フランスのノーベル文学賞作家パトリック・モディアノの翻訳を手掛けている。
2015年から、女性向け情報誌『Hanako（はなこ）』で「平中悠一トリビュート連載 “She's Rain” 」が開始される。

## 略歴
- 1984年：『She's Rain』で第21回文藝賞受賞
- 1993年：『She's Rain』が映画化（主演：小松千春）

## 作品リスト
単行本の装丁・装画の多くを、イラストレーターの原田治、少女向けファッション雑誌『Olive』で活躍したイラストレーターの仲世朝子（なかせ あさこ）が手掛けた。
平中が、自身の公式ウェブサイトやSNS（Twitter・Tumblr）のアイコンにしている男性のイラストは、初のエッセイ集『ギンガム・チェック』の装画として仲世朝子が描いたものである。

### 小説
- 『She's Rain シーズ・レイン』1985年、河出書房新社。装丁：原田治。
  - 1990年に文庫化（河出文庫）。ハードカバーとはデザインが異なる。
  - 1993年に河出文庫「文藝コレクション」として再刊（新装版）。ハードカバー、1990年文庫版とはデザインが異なる。
- 『EARLY AUTUMN アーリィ・オータム』1986年、河出書房新社。装丁：原田治。
  - 1996年に文庫化（河出文庫）。ハードカバーとはデザインが異なる。
- 『それでも君を好きになる』1991年、トレヴィル。装画：仲世朝子。出版社の解散により絶版。
  - 1997年に幻冬舎文庫から復刊。解説：諸井薫、装丁：ミック板谷。
- 『麗しのUS』1992年、河出書房新社。装丁：奥村靫正。
- 『Go! Go! Girls (⇔swing-out Boys) 』1995年、幻冬舎。装画：仲世朝子。
  - 1998年に文庫化（幻冬舎文庫）、上下巻。装画：仲世朝子。
- 『アイム・イン・ブルー』1997年、幻冬舎。装丁：原田治。
- 『僕とみづきとせつない宇宙』2000年、河出書房新社。装丁：谷口広樹。
- 『ポケットの中のハピネス』2002年、河出書房新社。装丁：水木奏。短編小説集。

### エッセイ
- 『ギンガム・チェック Boy in his GINGHAM-CHECK』1990年、角川書店。装丁：原田治、装画：仲世朝子。
- 『バック・トゥ・キャンパス - ギンガム・チェック』1992年、角川書店。
  - 角川文庫「ニュースタンダード・コレクション」として文庫化。
- 『シンプルな真実 What's going on '90』1995年、角川書店。装丁：原田治。
- 『ミラノの犬、バルセローナの猫』2004年、作品社。装丁：仲世朝子。

### 絵本
- 『Someday at Christmas Time サムデイ・アット・クリスマス・タイム』1991年、河出書房新社。イラスト：仲世朝子。
- 『愛のことば』2001年、作品社。イラスト：谷口広樹。CDケースサイズのミニ絵本。

### 学術書
- 『「細雪」の詩学: 比較ナラティヴ理論の試み』2024年、田畑書店

### 翻訳
- パトリック・モディアノ著
  - 『失われた時のカフェで』2011年、作品社
  - 『迷子たちの街』2015年、作品社

### 共著
- 『川端康成スタディーズ 21世紀に読み継ぐために』2017年、笠間書院

### 編著
- 『シティポップ短篇集』2024年、田畑書店。編、解説。

### 電子書籍
- 『ベルリン日和 A moment for Berlin』2017年、ホリディ・インク、Amazon Kindle
- 『小説文を想像力をふくらませて読んではいけない理由: 国語ぎらいには理由があった!!』2019年、ホリディ・インク、Amazon Kindle
- 『クラシック名曲名盤 #新譜早耳2020 全497ツイート／1417タイトル試聴!!』2020年、ホリディ・インク、Amazon Kindle

## ラジオパーソナリティ
- 『パチパチ倶楽部』（FM大阪、1986 - 1987年）[1]
- 『平中悠一のデイズ・イン・マイ・ポケット』（Kiss-FM KOBE、1992 - 1993年）